# 佐藤健伍
佐藤 健伍（さとう けんご、1928年3月16日 - 1987年12月21日）は、日本将棋連盟の物故棋士（指導棋士・六段）。
新潟県新潟市生まれ、東京都出身。加藤治郎名誉九段門下。

## 略歴
- 昭和31年（1956年度）、三段。予備クラス・奨励会A組。
- 昭和38年（1963年度）後期、関東リーグ優勝。東西決戦で西村一義、敗者決戦でも山口英夫に敗れ、四段昇段を逃す。
- 昭和41年（1966年度）後期、予備クラス・奨励会A組を最後に引退し、準棋士四段となる。
- 公式戦の対局が3局ある。

## 棋風
- 得意戦法は相掛かりと向かい飛車。

## 人物・エピソード
- 二上達也は佐藤について「魅力ある人物で、才能はあったがタイミングを逃す」との寸評を述べている[2]
- 読売テレビ製作のドラマ『夫婦学校』の第2シーズン第16話「玉砕夫婦」（原案：山口瞳、脚本：安倍徹郎、主演：ハナ肇、草笛光子）において、将棋指導・監修を担当している。[3]